# Dilec
Dilec – przełęcz w Bieszczadach Zachodnich w paśmie Wysokiego Działu, położona na wysokości 743 m n.p.m. pomiędzy szczytem Krąglicy (943 m n.p.m.) a nie posiadającym nazwy wierzchołkiem o wysokości 753 m n.p.m. Przez przełęcz nie prowadzi żaden znakowany szlak turystyczny.